# Spirostreptus montivagus
Spirostreptus montivagus är en mångfotingart som beskrevs av Karsch 1881. Spirostreptus montivagus ingår i släktet Spirostreptus och familjen Spirostreptidae. Inga underarter finns listade i Catalogue of Life.